# 印度尼西亞印度人
印度裔印度尼西亞人，又稱印度尼西亞印度人（印尼語：Orang India Indonesia；淡米爾語：இந்தோனேஷியாஇந்தியர்கள்）為祖先來自印度次大陸的印尼公民，因此，這個術語可以被認為不僅僅單指印度尼西亞印度人，也包含印度尼西亞的巴基斯坦人。根據印度外交部宣稱，截至2012年1月，在印度尼西亞生活和工作的印度裔約有12萬人，印度籍工作者約9 000人。他們大多集中在北蘇門答臘省和大城市地區（班達亞齊、泗水、棉蘭和雅加達）。然而，無法確切統計印度尼西亞印度裔人口數，因為大多數印度尼西亞人印度人已經與印尼當地族群通婚融合。

## 歷史

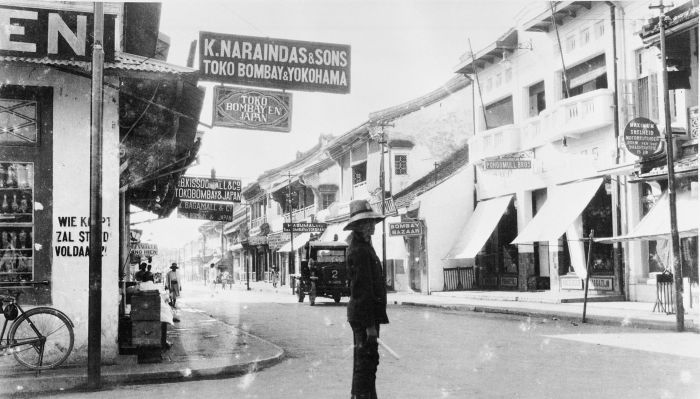
印度尼西亞雅加達Pasar Baru的一個印度聚居區

從史前時代開始就有來自印度次大陸的民族至印度尼西亞群島，例如：巴里島的第一世紀的陶器。事實上，印度尼西亞這個名字本身源於拉丁語Indus（“印度”）和希臘語nêsos（“島”），字面意思是“印度群島”。從公元四、五世紀起，印度文化影響印度尼西亞越來越明顯。淡米爾語被稱為梵語，然而，自7世紀以來，婆羅米系文字被更頻繁地用來紀錄印尼土著語言，包含了許多來自普拉克里特諸語言和淡米爾語的外來語。除此之外，印度尼西亞人開始接受印度教和佛教。十一世紀伊斯蘭教被阿拉伯人傳播印度尼西亞，使印度尼西亞宗教多元化。

## 現況

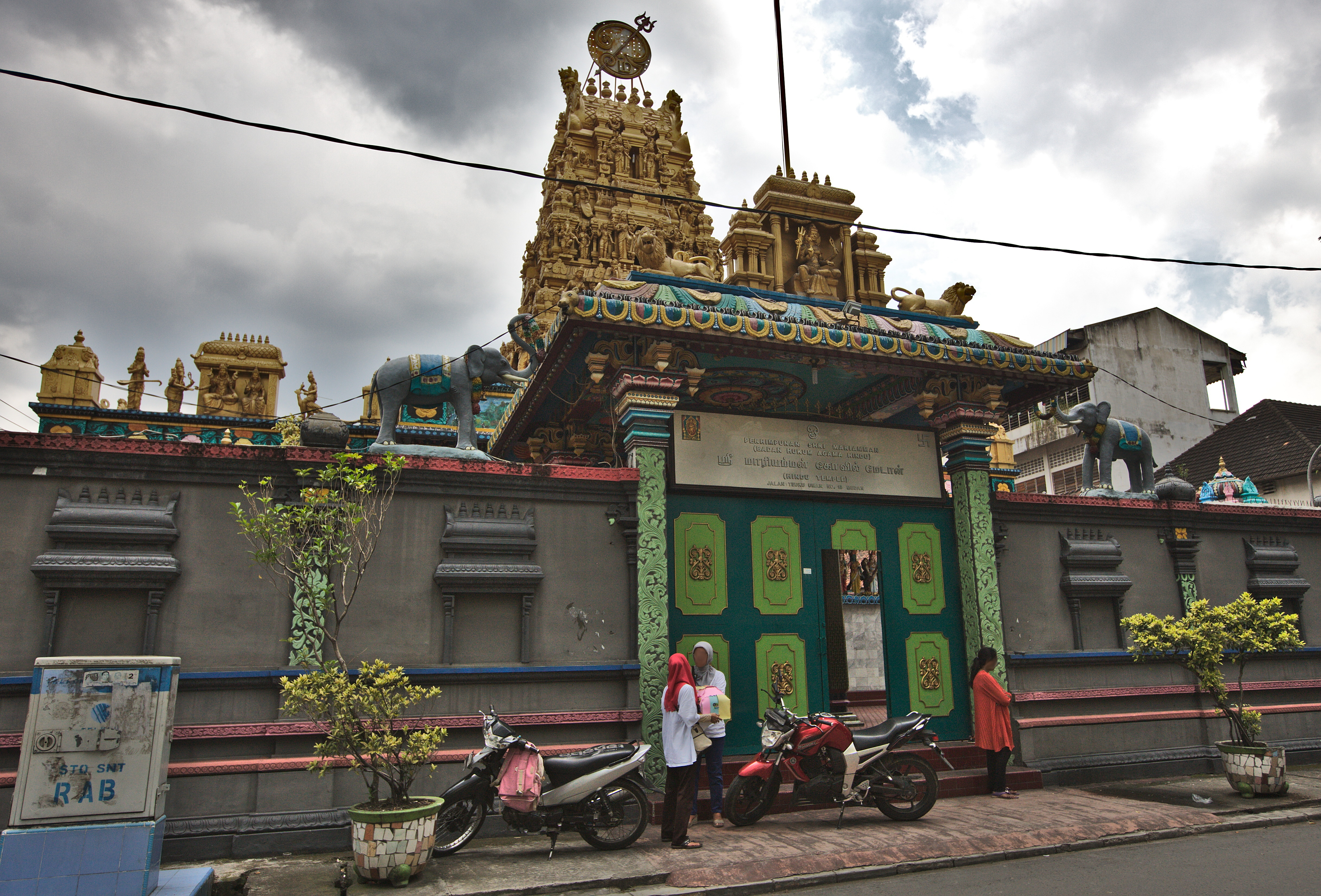
印尼棉蘭的印度教寺廟

至今印尼仍然有印度移民遷居。在北蘇門答臘棉蘭，有一個大型的印度裔（淡米爾人）社區，人數估計有7.5萬人。而印尼也有北印度移民社群存在，他們的行業通常與紡織有關。如同印度尼西亞華人，很多印度移民都是商店老闆。印度人已經在印度尼西亞生活了幾個世紀，從三佛齊和滿者伯夷帝國的時期開始，這兩個王朝受到印度文化影響很大。在荷蘭統治時期，荷蘭殖民者將印度人帶到印度尼西亞來做種植園工作的契約勞工。雖然大部分印度勞工來自南印度，但也有大量來自北印度。棉蘭的印度裔包括印度教徒，穆斯林和錫克教徒。他們現在已經在印度尼西亞生活了四個世代，並持有印度尼西亞的護照。絕大多數印度裔已完全融入到印度尼西亞社會，然而淡米爾人，錫克人和比哈爾人仍然保有著自己的文化傳統。印度裔信德人在在二十世紀上半葉移居印度尼西亞，主要從事貿易行業。

## 宗教信仰
| 宗教             | 百分比  |
| 印度教           | 40,08 % |
| 伊斯蘭教         | 29,91 % |
| 佛教             | 16,96 % |
| 基督新教和天主教 | 11,09 % |
| 其他             | 1,96 %  |

## 印度尼西亞印度人名單
- Anand Krishna（英语：Anand Krishna）
- Ayu Azhari（英语：Ayu Azhari）
- H. S. Dillon（英语：H. S. Dillon）
- Kimmy Jayanti（英语：Kimmy Jayanti）
- Sri Prakash Lohia（英语：Sri Prakash Lohia）
- Raam Punjabi（英语：Raam Punjabi）
- Manoj Punjabi（英语：Manoj Punjabi）
- Shaheer Sheikh（英语：Shaheer Sheikh）
- Gurnam Singh（英语：Gurnam Singh (athlete)）
- Wijay（英语：Wijay）

### 引用
1. ↑  https://books.google.com/books?id=TeExjdWUmJYC&pg=PA96
2. ↑  Sandhu, S Mani, A (编).  First Reprint. 2006  [August 10, 2015]. （原始内容存档于2020-01-28）.

## 外部連結
- http://indoindians.com （页面存档备份，存于）
- http://nilaykotharis/orajkumarkothari%5B%5D